# きらっといきる
『きらっといきる』は、NHK大阪放送局が制作し、NHK教育テレビジョン（Eテレ）で1999年4月7日から2012年3月30日まで放送された福祉系情報番組である。

## 概要
近年推進されているバリアフリー（いわゆる健常者との共存を図る）を目指して取り組んでいる障害者を毎回1名（組）取り上げて、ドキュメンタリーVTRとスタジオトークを交えて紹介している。
番組は原則として文字多重放送での字幕スーパー放送となっているが、聴覚障害者や言語障害者が話題の中心となる場合は、番組の映像そのものに字幕（いわゆるテロップ）を入れている。また、原則ステレオ放送だが2007年度は一部のアンコール放送の回で解説放送（副音声）を入れるようになった。これが好評となり、2008年度は全ての放送回で、ステレオから副音声解説入りに変更となった（同時にハイビジョン制作に移行）。
出演者は放送開始以来、ジェフ・バーグランド、小林紀子、牧口一二の三人だったが、2009年度、10周年を迎えたのを機に、2009年3月27日をもって、ジェフと牧口が番組を降板することとなり、4月3日から山本シュウ、玉木幸則が新メンバーとなった。また、2011年4月15日から大橋グレースが新メンバーとして加入し、小林紀子はナレーションのみとなった。
2010年4月からは月の最終週に、「バラエティーを通してバリアフリーを考える」をコンセプトとした日本のテレビ史上初の障害者バラエティ番組『バリバラ〜バリアフリーバラエティー〜』を放送している。2010年12月4日にはこの『バリバラ』の特別番組として2時間スペシャル『笑っていいかも!?』（タイトルはフジテレビの『笑っていいとも!』のパロディー）が放送され、更に2011年12月3日には『笑っていいかも!?』第2弾が放送された。
東日本大震災後の2011年3月18日・3月25日・4月1日には予定内容を変更して障害者向けの震災関連情報を提供した（他の平日『福祉ネットワーク』も同様）。
2012年3月30日に終了し、4月からは、これまで月一回放送されていた『バリバラ〜バリアフリーバラエティー〜』がレギュラー放送されている。。最終期の3名は引き続き「バリバラ」のキャスターをそのまま務める。

## 出演者（案内人）
- 大橋グレース（障害者自立生活支援のボランティア団体を運営）
- 山本シュウ（ラジオパーソナリティ）
- 玉木幸則（特定非営利活動法人メインストリーム協会理事、社会福祉士）

過去の出演者
- ジェフ・バーグランド（京都外国語大学教授・タレント）
- 牧口一二（車椅子生活を送りながら多方面で活躍。コメンテーターとして障害者の立場から発言。）
- 小林紀子（フリーアナウンサー・三桂所属）

2011年4月15日放送分からナレーションのみ担当

## オープニングテーマ
- 笹野みちる・京都町内会バンド 「ハラッパ2000」（1999年4月7日 - 2009年3月27日）
- the pillows 「New Animal」（2010年4月 - ）

## 放送時間
すべてJSTで記す。
1999年度 - 2002年度
- 初回放送 ： 毎週水曜日19:10 - 19:40

2003年度・2004年度
- 初回放送 ： 毎週土曜日18:00 - 18:30
- 再放送 ： 毎週月曜日5:30 - 6:00

2005年度・2006年度
これ以降、『ETVワイド ともに生きる』放送日は時間移動。
- 初回放送 ： 毎週土曜日20:00 - 20:30
『ETVワイド ともに生きる』放送日は23:00 - 23:30に変更
- 再放送 ： 毎週月曜日5:30 - 6:00

2007年度
- 初回放送 ： 毎週土曜日19:00 - 19:30
- 再放送 ： 毎週月曜日5:30 - 6:00

2008年度
- 初回放送 ： 毎週金曜日20:00 - 20:30
- 再放送 ： 毎週月曜日5:30 - 6:00
- きらっといきる セレクション（関西のみ、総合テレビで放送）　原則第4週・第5週土曜日5:15 - 5:50

2009年度
- 初回放送 ： 毎週金曜日20:00 - 20:30
- 再放送 ： 翌週金曜日13:20 - 13:50
- きらっといきる セレクション（関西のみ、総合テレビで放送）　原則第4週・第5週土曜日5:15～5:50

2010年度・2011年度
- 初回放送 ： 毎週金曜日20:00 - 20:29
- 再放送 ： 翌週金曜日12:00 - 12:29
- きらっといきる セレクション（関西のみ、総合テレビで放送）　原則第4週・第5週土曜日5:15～5:44